# کارل اوپیتسازر
کارل اوپیتسازر (انگلیسی: Karl Oppitzhauser؛ زادهٔ ۴ اکتبر ۱۹۴۱ در بروک آندر لایتا، نیدراسترایش) رانندهٔ سابق مسابقات اتومبیل‌رانی اهل اتریش است. او عمدتاً به‌خاطر اقدام خوشبینانه‌اش به ورود به مسابقات فرمول یک در جایزه بزرگ اتریش ۱۹۷۶ شناخته شده‌است.